# Antonín Vojtěch Hnojek
Antonín Vojtěch Hnojek (též německy jako Anton Adalbert Hnogek, 5. prosince 1799, Brandýs nad Labem – 23. ledna 1866, Nymburk) byl český katolický kněz, český národní buditel a obrozenec, autor teologických spisů, povídkář, biskupský notář, děkan libochovický, c.k. dvorní kaplan, člen Matice české, profesor pastorální teologie a pedagog.

## Životopis
Pocházel z nemajetné rodiny avšak jeho mnohostranné nadání způsobilo, že mohl studovat a nastoupit kněžskou dráhu. Vysvěcen byl v roce 1822 a začal působit jako kaplan v Českém Dubu. Již v této době se zabýval psaním a posílal své články do časopisů Hyllos a Čechoslav. V roce 1824 se stal profesorem pastorální teologie v biskupském semináři v Litoměřicích. V letech 1831–1849 zastával děkanský úřad v Mělníku. Do Litoměřic přijížděl však tehdy často jako profesor pastýřského bohosloví. V roce 1849 získal hodnost probošta v Bohosudově. V letech 1852–1862 působil jako děkan v Libochovicích. Zde jeho kněžské a vlastenecké působení vyvrcholilo. Obdržel sice několik čestných církevních hodností, avšak nakonec musel poměrně záhy nastoupit pro nemoc do penze. Odešel do Nymburka, kde začal sbírat lidové písně, ale kde také 23. ledna 1866 v naprostém zapomenutí zemřel.

## Charitativní činnost
Pozoruhodným bylo, že věřícím poskytoval nikoliv jenom duchovní posilu, nýbrž také rozmanitou peněžní, materiální a jinou konkrétní pomoc. Na Libochovicku, podobně jako předtím v Mělníku, rozdal velké peněžní obnosy přestárlým, nemocným a zchudlým lidem. Šel v tomto směru cílevědomě příkladem – a vyvolával obdobné lidumilné činy také u dalších zámožných lidí.
Na Mělnicku i v dolním Poohří pomáhal užitečnými radami hospodářům. Dobře se vyznal v pěstování plodin či dobytka, sledoval nové pronikající tendence a doporučoval venkovanům úspěšnější postupy při polních i domácích pracích. A lidé tuto jeho působnost rádi přijímali.
Úměrného vděku za tyto své altruistické i vlastenecké snahy se ovšem nedočkal.

## Dílo
Hnojek byl autorem řady teologických spisů. Často bývá citována jeho vícedílná "Liturgika", jejíž výtisk zaslal litoměřickému biskupovi Hillemu, který mu za odměnu zaslal 6 dukátů. Proslul však i psaním živých mravoučných fejetonů či básní, které se těšily dobově značné oblibě. Při literární činnosti své měl na zřeteli hlavně prostý lid a mládež, na něž se snažil působit poučnými a vzdělávacími spisy, které by šlechtily srdce.
Pro mládež přeložil několik povídek od německého spisovatele kněze Krištofa Schmida (Christoph von Schmid).
Proslul také jako "řečník duchovní"; přispíval teologickými články do časopisů: „Sbírky výkladův na kázání“, „Časopis katolického duchovenstva“, „Blahověst“, „Poutník z Prahy“ a do „Slovníku Naučného“.